# منطقة وصاية فونوروغو
منطقة وصاية فونوروغو أو فنرقة (بالإندونيسية: Kabupaten Ponorogo)‏ هي منطقة وصاية تقع في جاوة الشرقية بإندونيسيا، يقدر عدد سكانها في 2015 بـ 1.130.648 نسمة ومساحتها 1,305.70 كم2.
عاصمتها هي مدينة فونوروغو المحلية التي تقع على بعد حوالي 30 كم جنوب مدينة ماديون الرئيسية في جاوة الشرقية. فونوروغو معروفة بمدينة ريوغ (Kota Reyog) لأن هذه المنطقة هي منطقة منشإ فن ريوغ (Reyog) و معروفة أيضا بمدينة الطلاب المسلمين (Kota Santri) لأن هناك تحتوي على الكثيرة من البيسنترين (المدارس الداخلية الإسلامية ). واحدة من أشهر المدارس بهت هي معهد دار السلام غنطر العصري (Pondok Modern Darussalam Gontor).
كل عام في شهر محرم (Suro), يعقد الأمراء بهذه المدينة سلسلة من الأحداث في شكل مهرجانات تسمى غربغ سورى (Grebeg Suro) وفيها يعرض الناس أنواعًا مختلفة من الفنون والتقاليد.

## المعاني
الكلمة "Ponorogo" تتكون من كلمتين وهي "Pramana" بمعنى السلطة وسر الحياة و "Raga" بمعنى الجسم.

## أعلام
- ديان آجوس

## وصلات خارجية
- الموقع الرسمي